# 瑪薇絲·亨德森
F·瑪薇絲·亨德森（英語：F. Mavis Henderson，1917年—），出生名瑪薇絲·葛林（Mavis Green），是一名英格蘭退役女子羽球運動員。
瑪薇絲·亨德森在她的運動生涯中取得了成功，特別是在法國羽球公開賽上。在那裡，她從1937年到1952年共獲得了15個冠軍頭銜。在1951年全英羽球錦標賽裡，她與奎妮·韋伯一起獲得女子雙打亞軍，僅輸給丹麥組合托妮·阿姆、克絲汀·桑代爾。